# Pachycerianthus aestuari
Espèce
Pachycerianthus aestuari est une espèce de la famille des Cerianthidae.

## Systématique
Le nom valide complet (avec auteur) de ce taxon est Pachycerianthus aestuari (Torrey & Kleeburger, 1909).
L'espèce a été initialement classée dans le genre Cerianthus sous le protonyme Cerianthus aestuari Torrey & Kleeberger, 1909.
Pachycerianthus aestuari a pour synonymes :
- Cerianthus aestuari Torrey & Kleeberger, 1909
- Cerianthus aestuarii Torrey & Kleeberger, 1909

## Publication originale
- Torrey H.B., Kleeberger F.L., 1909. 	Contributions from the laboratory of the Marine Biological Association of San Diego. XXVII. Three species of Cerianthus from southern California.University of California Publications in Zoology 6(5):115-125